# BIND
BIND (바인드)는 인터넷의 도메인 네임 시스템(DNS)의 구현체이다. 메인 DNS 서버 역할 2가지를 수행한다: 1) 도메인을 위한 권위있는 네임 서버로서의 역할. 2) 네트워크 내의 반복(recursive)하는 리졸버 역할. 2015년 기준으로 가장 많이 사용되는 도메인 네임 서버 소프트웨어로 간주되며, 유닉스 계열 운영 체제의 사실상 표준이다.
이 소프트웨어는 원래 1980년대 초 캘리포니아 대학교 버클리(UCB)에서 설계되었다. 이 프로그램의 명칭은 Berkeley Internet Name Domain의 앞글자를 딴 것으로, UCB 내에서 애플리케이션을 사용하는 것을 반영한다. 이 소프트웨어는 name 데몬에서 함축된 네임드(named)라는 이름의 DNS 서버 구성 요소로 대부분 구성되어 있다. 게다가 제품군에는 다양한 관리 도구들과 DNS 리졸버 인터페이스 라이브러리가 포함되어 있다. BIND의 최신 버전은 BIND 9이며 2000년 처음 출시되었다. BIND 9는 활발히 유지보수되고 있으며 새로운 릴리스는 한 해에 여러 차례 출시되었다.
2009년을 기점으로 인터넷 소프트웨어 컨소시엄(ISC)은 BIND10이라는 이름의 소프트웨어 제품군을 개발하였다. 릴리스 버전 1.2.0에서 프로젝트의 이름은 번디(Bundy)로 변경됨으로써 ISC가 이 프로젝트의 참여를 더 이상 하지 않게 된다.

## 같이 보기
- DNS 서버 소프트웨어 비교
- DNS 관리 소프트웨어
- 존 파일

## 참고 자료
- Liu, Cricket; Albitz, Paul (May 2006). 《DNS and BIND》 5판. ISBN 978-0-596-10057-5.
- Jeremy C. Reed, 편집. (January 2016). 《BIND DNS Administration Reference: Name Server Operations and DNS Configuration using BIND (Second Edition)》 2판. ISBN 978-1-937516-03-1.